# Pseudacris sierra
Pseudacris sierra es una especie de anfibio anuro de la familia Hylidae.

## Distribución geográfica
Esta especie es endémica de los Estados Unidos. Se encuentra en:
- el centro y norte de California;
- el este de Oregon;
- Idaho;
- el oeste de Montana;
- Nevada.

## Publicación original
- Jameson, Mackey & Richmond, 1966: The systematics of the Pacific tree frog, Hyla regilla. Proceedings of the California Academy of Science, sér. 4, vol. 33, p. 551-620.[4]